# ESCI
ESCI fu un'azienda di modellismo italiana.

## Storia
L'acronimo E.S.C.I. risale agli anni '30 del XX secolo, quando un imprenditore di nome Agiman creò la compagnia Ente Scambi Coloniali Italiani. L'azienda faceva import/export tra il Regno d'Italia e le colonie italiane. Con l'avvento delle leggi razziali fasciste del 1938, Agiman, di origine ebree, dovette lasciare l'Italia per la Svizzera, fino alla fine della seconda guerra mondiale. Rientrato in Italia nel dopoguerra, il boom economico degli anni '60 portò l'azienda a commercializzare giocattoli e modellismo dal Giappone. Il figlio del fondatore, Daniel Agiman, entrò in società con Dino Coppola e Franco Baldrighi. La originaria E.S.C.I. divenne ESCI Modellistica s.n.c. locata in via Torino a Cernusco sul Naviglio (Milano).
All'epoca ESCI era solo un ufficio commerciale che gestiva ordini verso fornitori terzi come stampatori di materie plastiche, impacchettamento e spedizioni. I prodotti erano eterogenei e si avvalevano di produttori come Italaerei (oggi Italeri), Otaki, LS e artigiani locali.
La vera produzione iniziò nel 1972 con il lancio di decals di arricchimento di modelli già esistenti. Ogni foglio di decals era corredato da istruzioni con 8 differenti profili di colori e la storia delle insegne. Gli introiti permisero di creare kit di montaggio originali di motociclette in scala 1/9. Il primo kit fu la BMW R75 sidecar, seguita dalla Harley Davidson Model WLA e dalla Zündapp KS 750, create dalla mano artigianale di Manuel Olive Sans. Seguirono le Sd.Kfz. 2 kleines Kettenkrad e Volkswagen Kübelwagen. Per gli stampi collaborò Italaerei. La collaborazione fu ottima all'inizio, anche se ovvie ragioni di competizione portarono successivamente a dividersi.
Lo sviluppo del mercato portò l'azienda a creare nuovi modelli in scala 1/72, in uso all'epoca per gli aerei, anche su mezzi militari a differenza dello standard 1/76. Le dimensioni maggiori permisero il dettaglio maggiore nelle stampate di plastica, facendo divenire ESCI leader del settore. Il logo più noto risale a quell'epoca. Successivamente nel 1977 venne lanciata la serie in scala 1/48, con successo del mercato come la 1/72. Tra il 1977 e il 1983 la produzione matura portò l'azienda a diversificare i prodotti con nuove decals e con boxart. Oltre a velivoli, mezzi corazzati e motociclette, vennero creati modelli di camion, vetture, treni, navi e figure. Un esempio di successo commerciale fu l'introduzione del kit del Panavia Tornado in scala 1/48 che, fatto nel 1975 quando il prototipo del velivolo reale non aveva ancora volato, divenne uno dei modelli più venduti di sempre dell'azienda, l'unico per diciassette anni sul mercato in scala 1/48.
Nel 1984, ESCI introduce la separazione delle parti per i modelli AFV. Lo stesso anno introducono la scala 1/12 per la riproduzione dei cockpit dei velivoli come F-104 e F-16. Nel 1985 il catalogo distribuito da Ricordi di Milano, mostra nuove confezioni e una lista di modelli lunga 350 kit di velivoli con 121 soggetti diversi (77 in scala 1/48 e 44 in scala 1/72).
Nella seconda metà degli anni'80 la crisi del mercato si fece sentire, con la concorrenza oramai orientata all'utilizzo di sistemi Computer-aided design (CAD) e Computer-aided manufacturing (CAM), permettendo un dettaglio notevole e meno maestranza; oltre a questo l'avvento dei videogiochi e dei nuovi media distrasse l'attenzione dei più giovani. Lo sforzo economico per reagire alla crisi consigliò l'entrata di nuovi soci. Nel 1987, i tre soci fondatori diedero la maggioranza dell'azienda a ERTL, all'epoca distributore per l'America. Il catalogo del 1991 fu ridimensionato in 290 articoli con 100 velivoli (solo 22 in scala 1/48 e 75 in scala 1/72).
Alla fine del 1991 il CEO Dino Coppola lascia l'azienda con alcuni collaboratori e fonda CDC-Collector Armour Ltd, specializzata nella produzione di auto die-cast, veicoli corazzati e velivoli, attiva fino al 2001. Nel 1993 ESCI-ERTL S.p.A. fu liquidata. Alcuni stampi vennero mandati in America centrale, altri in zone ove presente guerra.
ERTL portò alcuni stampi negli Stati Uniti per la AMT. ERTL utilizzò il logo AMT per i prodotti migliori. La produzione avvenne in Messico a Tijuana e poi in Cina.
L'ultimo catalogo ufficiale fu stampato nel 1999 dall'ultimo distributore italiano. Le difficoltà economiche di ERTL fecero cedere l'azienda a Racing Champions. Nel 2000 gli stampi originali ESCI furono venduti alla Italeri.

## Prodotti
Gli aerei in scala 1/72 come il Mirage F-1, F-104, F-15, F-100, F-16, F-5 e Sea Harrier, furono estremamente dettagliati. L'F-104 e l'F-15 Eagle furono avvicinati dalla Hasegawa, ma la qualità rimase ineguagliabile per anni. Il modello ESCI 1/72 del Sea Harrier venne riprodotto da Italeri e Revell. 
ESCI produsse anche veicoli in scala 1/24, BMW M1, Renault 5, Lamborghini Miura & Countach, Land Rover 109, Mercedes Benz 450 SLC 5.0, Mercedes 230 (G Wagon) Rally versione Parigi Dakar, 190e Cosworth, Lancia Beta, Ferrari 250 SWB & 512BB. La Mk2 del Ford Transit e Mk2 Ford Escort furono unici ESCI; solo Revell fece un modello simile con livrea differente. Produsse anche il Tupolev Tu-22 e il Tupolev Tu-22M anche durante l'epoca della guerra fredda.
Modelli ESCI in scala 1/48 furono il Mikoyan-Gurevich MiG-23, Mikoyan MiG-27, gli Henschel & Sohn Henschel Hs 123 e Henschel Hs 129.